# Uppsala östra
Uppsala östra (pol. Uppsala wschodnia) – stacja kolejowa w Uppsali, w regionie Uppsala, w Szwecji. Pierwotnie była ona położona przy Storgatan około 100 metrów od Uppsala centralstation. Położona jest na wąskotorowej linii Uppsala – Faringe (dawniej Uppsala – Sztokholm), która obecnie jest linią muzealną.
W dniu 12 grudnia 2011 roku, otwarto w Centrum Podróży Uppsala, w tym nową stację Uppsala Östra.

## Historia
Pierwsza stacja wąskotorowa w Uppsali, nosząca nazwę Uppsala, została otwarta razem z linią kolejową w 1876 roku. Nazwę Uppsala Östra (Uppsala wschodnia) przyjęła w 1912 roku, kiedy stacją przestały zarządzać Koleje Państwowe (SJ). W 1955 roku zbudowano na niej rampę umożliwiającą wjazd wagonów towarowych normalnotorowych na transportery. W 1971 roku budynek stacji został zburzony, w związku z zaprzestaniem ruchu osobowego na kolei. Po rozpoczęciu ruchu muzealnego na kolei w 1974 roku, rolę stacji pełnił początkowo tymczasowy barak.
Stacja została przeniesiona tymczasowo do Bergsbrunnaparken w 2005 roku w związku z budową nowego dworca normalnotorowego Uppsala centralstation. Tor został przez to skrócony o ok. 750 metrów i postawiono tam tymczasowy budynek stacji. Budynek ten po 2011 roku przeniesiono do Marielund i zaadaptowano na kawiarnię. Do 2011 roku, gdy nowe tory kolei muzealnej zostały wybudowane, stacja miała swój początek na terenie Bergsbrunnaparken.

## Linie kolejowe
- Upsala – Faringe